# Sudbury Hill (metrostation)
Sudbury Hill is een station van de metro van Londen aan de Piccadilly Line dat werd geopend in 1903. Het oorspronkelijke gebouw is in 1932 vervangen door een gebouw ontworpen door Charles Holden in de stijl die "bakstenen doos met betonnen deksel" genoemd wordt.

## Geschiedenis
Op 23 juni 1903 kreeg de District Railway (DR) een noordtak vanuit Ealing Common naar Park Royal & Twyford Abbey, waar de Royal Agricultural Society kort daarvoor een terrein voor tuinbouwtentoonstellingen had geopend. Op 28 juni 1903 volgde de verlenging van deze tak tot South Harrow, met onderweg een station bij Sudbury Hill. De noordtak was het eerste deel van de DR dat geëlektrificeerd werd, in navolging van de toen bestaande diep gelegen lijnen, City and South London Railway, Waterloo and City Railway en Central London Railway, die van meet af aan geëlektrificeerd waren. In 1910 werd de noordtak bij Rayners Lane aangesloten op de Metropolitan Railway en werd Uxbridge het nieuwe eindpunt van de DR. 
In 1925, twee jaar na de grote reorganisatie van de Britse spoorwegen, gaf de LNER haar verzet tegen de verlenging van de Great Northern Piccadilly & Brompton Railway (GNP&BR) aan de oostkant van de stad op waarmee de weg vrij kwam voor verlengingen van die lijn aan beide uiteinden. De westelijke verlenging bestond uit eigen sporen tussen Hammersmith en Acton Town en de overname van de noordtak van de District Line. Op 4 juli 1932 begonnen de diensten van de Piccadilly-lijn ten westen van het oorspronkelijke eindpunt in Hammersmith. 

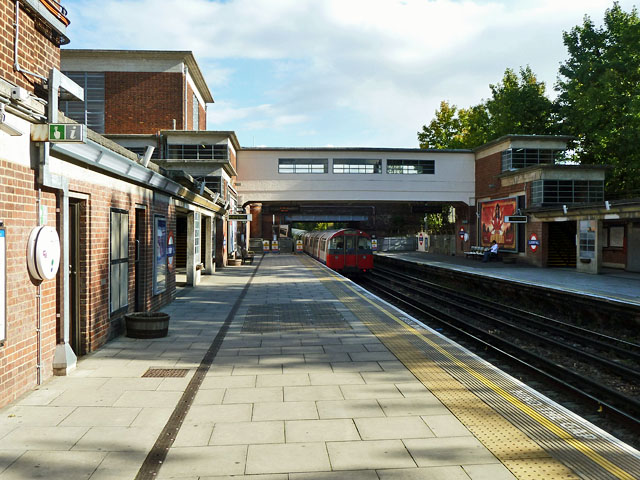
Het station gezien uit het oosten.
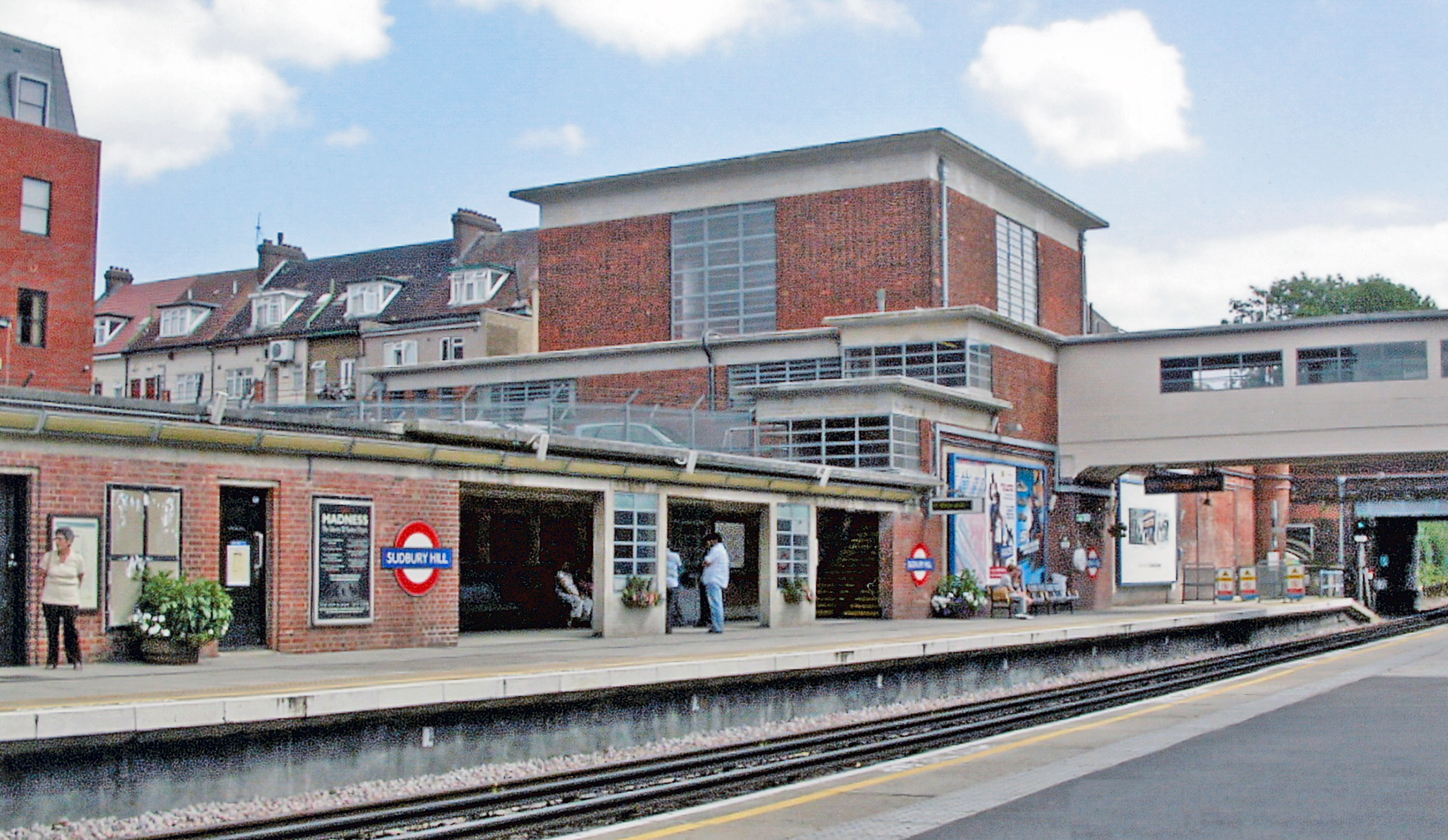
De stationshal en loopbrug op straatniveau boven het spoor.
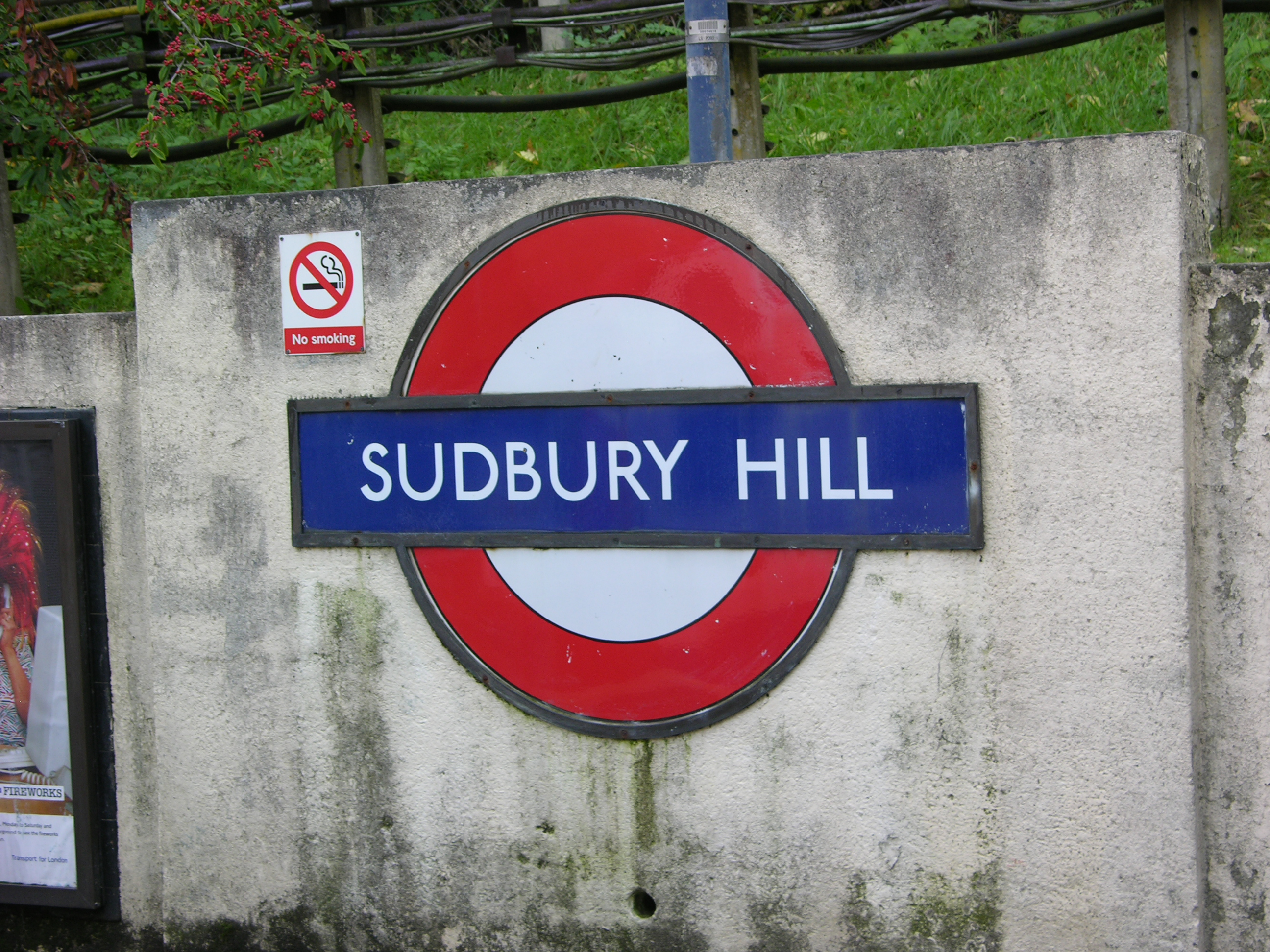
Een roundel op het betonnen hek langs het perron.

## Ligging en inrichting
Sudbury Hill ligt aan Greenford Road (A4127) ten noorden van de kruising met Whitton Avenue, op de grens tussen de Londense wijken Harrow en Ealing. Het station ligt ongeveer 150 meter ten zuiden van spoorwegstation Sudbury Hill Harrow. Het station uit 1903 was laagbouw met een puntdak aan de noordwest kant van de brug waarmee Greenford Road de metro kruist. De perrons zelf liggen in een uitgraving tussen de huizen rond het station.
De overgang naar de Piccadilly Line ging voor de noordtak gepaard met een moderniseringsgolf die vooral zichtbaar werd door de nieuwbouw van de stations. In 1930 werd een tijdelijke ingang gebouwd aan de zuidwest kant van de brug, waarna het gebouw uit 1903 werd gesloopt om plaats te maken voor een nieuw, groter stationsgebouw. Het nieuwe station werd ontworpen door Charles Holden in een moderne Europese stijl bestaande uit baksteen, gewapend beton en glas. Net als de stations in Sudbury Town en Alperton ten zuiden van het station, alsmede Acton Town en Oakwood die eveneens door Holden zijn ontworpen, heeft  Sudbury Hill een hoge blokvormige stationshal die uitsteekt boven een lage horizontale structuur met stationsvoorzieningen en winkels. 
Het stationsgebouw staat in dit geval naast de sleuf waar de sporen en perrons in liggen. De perrons zijn via trappen, in getrapte trappenhuizen, verbonden met een loopbrug over het spoor. De loopbrug sluit aan de noordkant aan op het stationsgebouw waar hij door de OV-poortjes is gescheiden van de stationshal. Het station werd op 17 mei 1994 op de monumentenlijst geplaatst. In 2018 werd aangekondigd dat het station tegen 2022 rolstoeltoegankelijk zou zijn als onderdeel van een investering van £ 200 miljoen om het aantal rolstoeltoegankelijke stations van de metro te vergroten. Dit werd op 30 december 2021 gerealiseerd door de installatie van twee liften.

## Reizigersdienst
De normale dienst tijdens de daluren omvat:
- 6 ritten per uur naar Cockfosters
- 3 ritten per uur naar Uxbridge via Rayners Lane
- 3 ritten per uur naar Rayners Lane

Tijdens de spits geldt:
- 12 ritten per uur naar Cockfosters
- 8 ritten per uur naar Uxbridge via Rayners Lane
- 4 ritten per uur naar Rayners Lane

## Fotoarchief
- London Transport Museum Photographic Archive
  - Sudbury Hill in 1916
  - Tijdelijk stationsgebouw, 1931
  - Stationshal in het nieuwe gebouw, 1934
  - Sudbury Hill station, 2001